# Clement Juglar

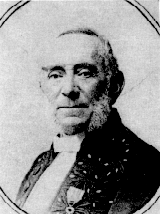
Clément Juglar.

Joseph Clément Juglar (París, 15 de octubre de 1819 - 28 de febrero de 1905). Médico y economista francés. Publicó Las crisis comerciales y su reaparición periódica en Francia, Inglaterra y Estados Unidos (1862), donde sugirió que las crisis económicas no son sucesos casuales o debidos a contingencias, sino parte de una fluctuación cíclica de la actividad comercial, industrial y financiera y que los períodos de prosperidad y crisis se seguían unos a otros, por lo que se considera el descubridor de los ciclos económicos. En reconocimiento a su trabajo estadístico, se ha dado su nombre al ciclo medio, de ocho años y medio de duración en promedio, el ciclo de Juglar, el básico de la actividad económica en el capitalismo.
Juglar fue miembro del Instituto Internacional de Estadística y de la Academia de Ciencias Morales y Políticas. Además de su obra sobre los ciclos, escribió otros dos libros: El cambio y la libertad de emisión (1868) y Los bancos de depósito, de descuento y de emisión (1884). Publicó un Anuario de economía política.